# Hall-Hangvars naturreservat
Hall-Hangvars naturreservat inrättades 1967 på norra Gotland. Till en början omfattade det Hallshuk, en hög kustklint på Harudden av Hallhalvön i Halls socken. År 1999 utvidgades reservatet söderut till Irevik och är sedan dess nästan 30 kvadratkilometer stort. Naturreservatet omfattar Gotlands nordvästra kust från Irevik till Kappelshamnsviken.
I de mellersta delarna av naturreservatet ligger Häftingsklint, en klint med imponerande utsikt över Östersjön. På toppen ligger en fornborg.

## Bilder

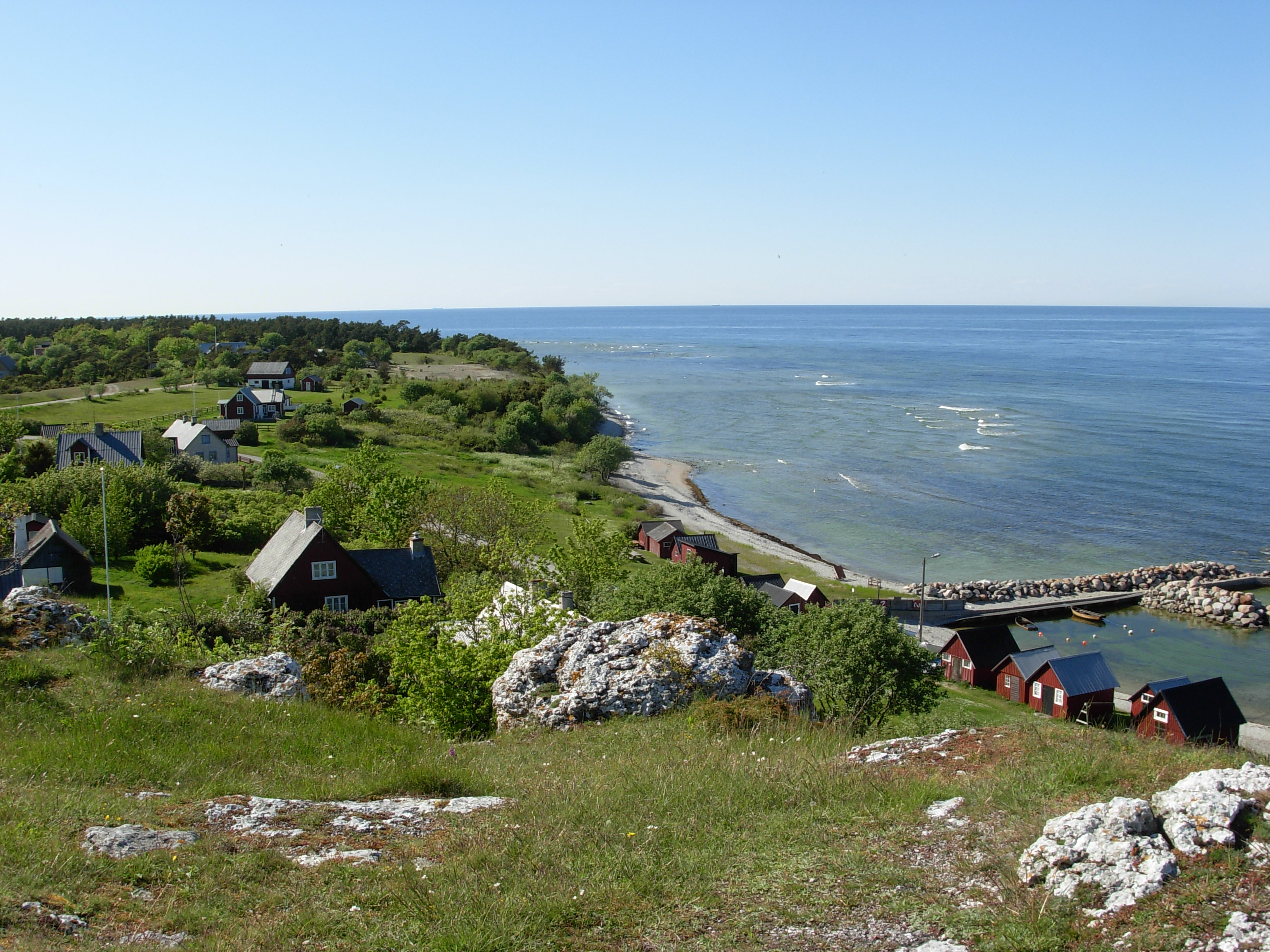
Utsikt från Hallshuk
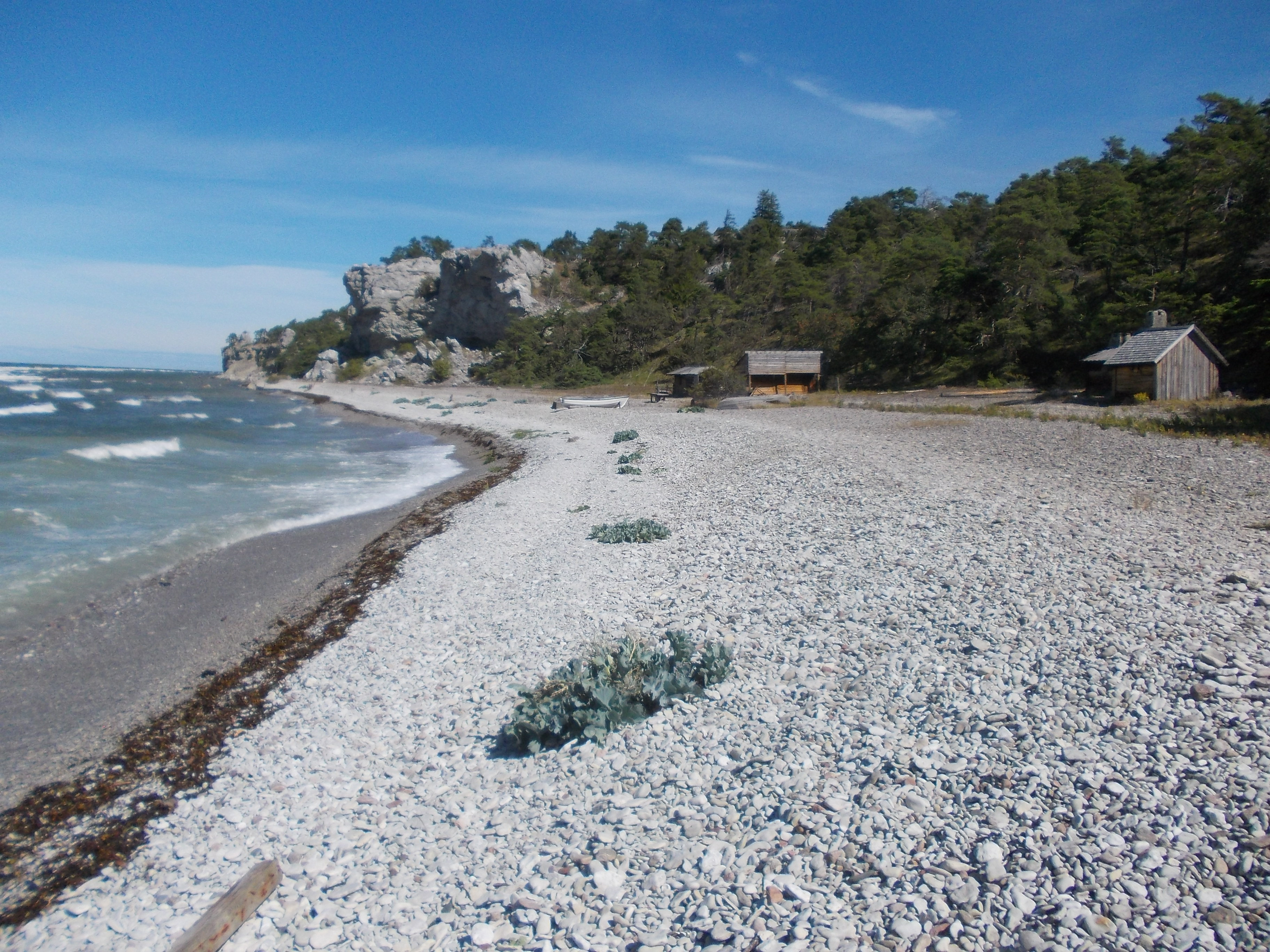
Sigsarve strand, litet fiskeläge
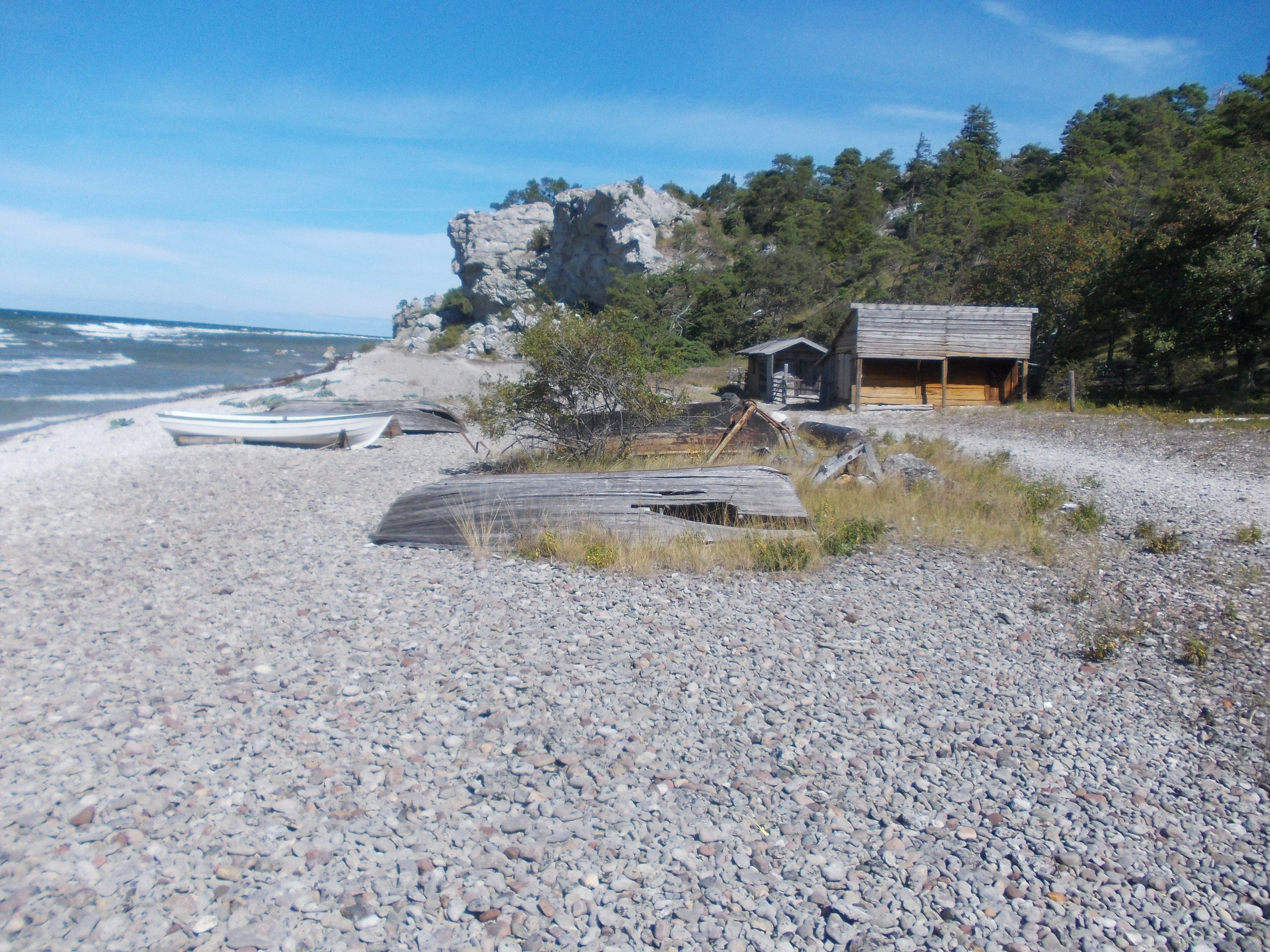
Sigsarve strand